# Armen (Albania)
Armen è una frazione del comune di Selenizza in Albania (prefettura di Valona).
Fino alla riforma amministrativa del 2015 era comune autonomo, dopo la riforma è stato accorpato, insieme agli ex-comuni di Brataj, Kotë, Sevaster e Vllahinë a costituire la municipalità di Selenizza.

## Località
Il comune era formato dall'insieme delle seguenti località:
- Armen
- Karbunare
- Rromes
- Treblove
- Picar
- Mesarak
- Lubonj